# Daryna Apanaschtschenko

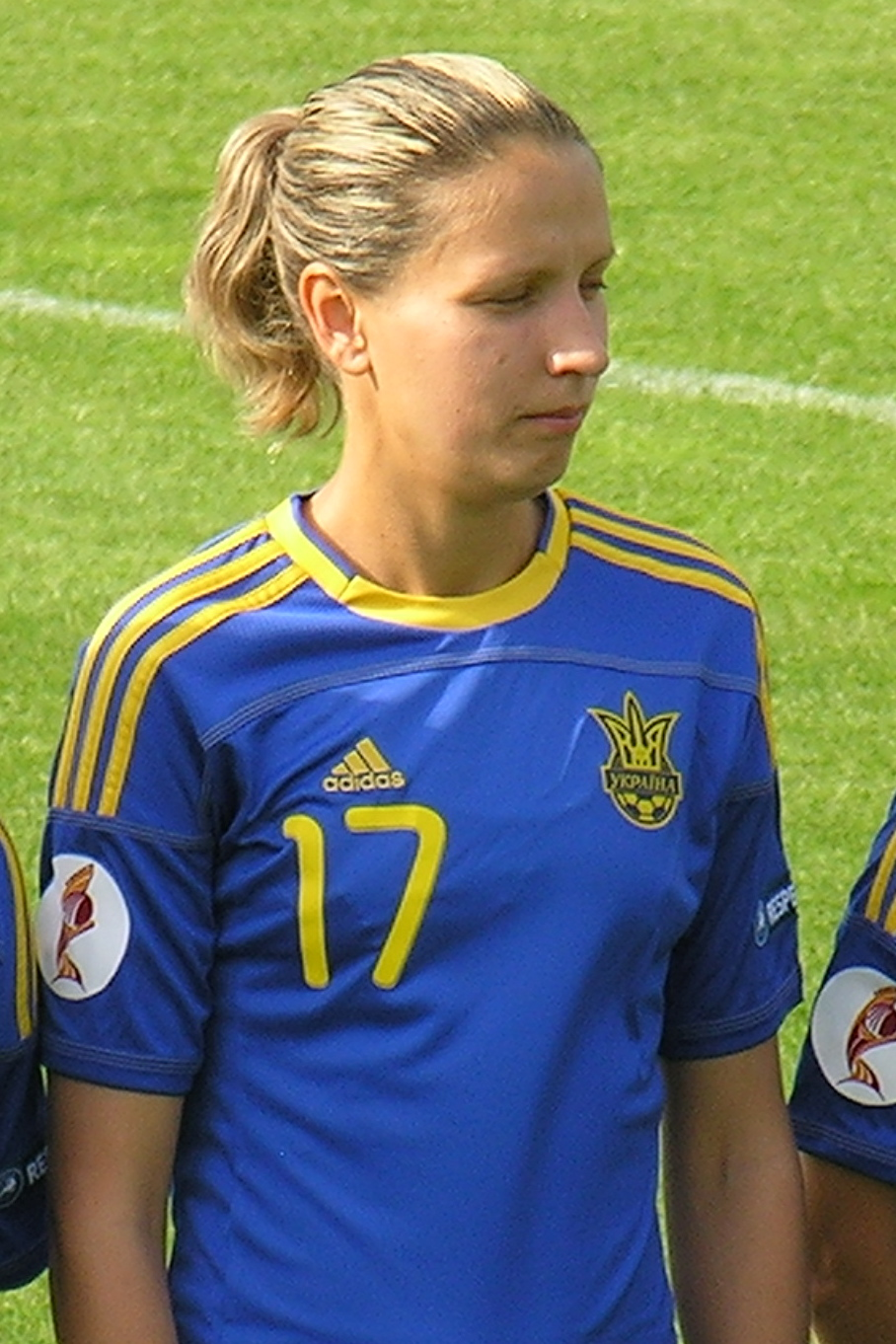
Daryna Apanaschtschenko im Jahr 2012

Daryna Oleksandriwna Apanaschtschenko (ukrainisch Дарина Олександрівна Апанащенко, wiss. Transliteration Daryna Oleksandrivna Apanaščenko; * 16. Mai 1986 in Krywyj Rih, Ukrainische SSR) ist eine ukrainische Fußballspielerin. Die Mittelfeldspielerin steht beim russischen Verein Swesda 2005 Perm unter Vertrag und spielt für die ukrainische Nationalmannschaft.
Bereits im Alter von 15 Jahren wurde Apanaschtschenko im Jahre 2001 ukrainischer Meister mit dem Verein Lehenda Tschernihiw. Auch 2002 gewann sie mit Tschernihiw die Meisterschaft. 2004 wechselte sie in die russische Liga zu Energija Woronesch. Ein Jahr später folgte der Wechsel zum FK Rjasan WDW. Seit 2009 spielt sie für Swesda 2005 Perm, mit dem sie das Finale des UEFA Women’s Cup erreichte.
Am 1. Juni 2002 spielte Apanaschtschenko erstmals in der ukrainischen Nationalmannschaft bei einem Spiel gegen Frankreich. 2009 nahm sie an der Europameisterschaft teil.